# Usina Hidrelétrica Limoeiro
A Usina Hidrelétrica Limoeiro (Armando de Salles Oliveira) está localizada no Rio Pardo, no município de Mococa (SP)

## Características
A usina é equipada com duas turbinas do tipo Kaplan que geram 32 MW a partir de um desnível de 25,5 m. Seu reservatório alaga uma área máxima de 3,3 km² e é considerada uma usina hidrelétrica a fio d'água .

## História
Foi idealizada no ano de 1954 na região de Mogiana, em uma época em que havia um grande desenvolvimento industrial na região, e por isso teve início a a construção de Usinas, no Rio Pardo.
A construção da Usina durou 5 anos, naquele tempo a mão-de-obra especializada não existia, então a construtora incentivou e deu cursos para quem estava interessado em trabalhar na obra. Com todas as dificuldades no ramo de eletricidade, sem experiência, os pioneiros conseguiram seus objetivos: gerar energia elétrica e entregar para as cidades da região da Mogiana.
A usina foi inaugurada em 25 de setembro de 1958 com o nome de Usina Armando de Salles Oliveira, em homenagem ao governador do Estado de São Paulo; mas o nome não pegou. Com o passar do tempo, por existir muitos pés de limão na região, o povo passou a chamar a Usina de Limoeiro, e o nome ficou até hoje.
Em 1966, aconteceu a 1° enchente no Rio Pardo (700 m³/s), a usina foi salva pela capacidade técnica e sorte, evitando a entrada de água da jusante para Casa de Força.
Em 20/01/1977, aconteceu a 2° Enchente no Rio Pardo (+ ou - 2.200 m³/s) considerado como vazão década milenar, desta vez a usina não teve a mesma sorte, causando transbordamento ao longo da Barragem, inundação a Casa de Força, rompimento da barragem de terra na margem Direita, destruição total da subestação e piscicultura à jusante da barragem. Depois da reconstrução da UHE LIMOEIRO, a UG-02, foi sincronizada com o sistema, no dia 22 de Março de 1979 com 7,0 MW. A potência instalada na usina Limoeiro é de 32,20 Mw.